# به سوی یک معماری
به سوی یک معماری (به فرانسوی: Vers une architecture) که پس از آن که فردریک اچلز آن را به انگلیسی در سال ۱۹۲۷ با عنوان به سوی یک معماری جدید (به انگلیسی: Towards a New Architecture) ترجمه کرد، شناخته می‌شود. این کتاب مجموعه ای از جستارهایی است که لو کوربوزیه نوشته‌است و مفهوم معماری مدرن را بررسی و حمایت می‌کند. این کتاب تأثیر ماندگاری در حرفه معماری داشته‌است، به عنوان بیانیه‌ای برای نسلی از معماران، موضوعی برای نفرت گروهی و بی‌تردید اثری مهم از نظریه معماری است. مورخ معماری، رینر بانام، نوشت که تأثیر آن «فراتر از هر اثر معماری دیگری است که در این قرن [بیستم] تا به امروز منتشر شده‌است»، و این تأثیر بی نظیر تا قرن بیست و یکم همچنان ادامه دارد.
این کتاب مجادله‌ای شامل هفت جستار است، همهٔ آن‌ها به جز یکی از آنها در مجله L'Esprit Nouveau از آغاز سال ۱۹۲۱ منتشر شد. هر مقاله روندهای معاصر التقاط و آرت دکو را رد می‌کند، و آنها را با معماری‌ای جایگزین می‌کند که منظور از آن چیزی بیشتر از یک تجربه در سبک بود. بلکه معماری که اساساً چگونگی تعامل انسانها با ساختمانها را تغییر می‌دهد. این شیوه جدید زندگی ناشی از روحیه جدیدی است که عصر صنعتی را تعریف می‌کند و خواستار تجدید معماری مبتنی بر کارکرد و زیبایی‌شناسی جدید مبتنی بر شکل ناب است.
نویسندگی کتاب پیچیده بود. لوکوربوزیه مالکیت مشترک L'Esprit Nouveau را با نقاش نابگرا آمده ازانفان داشت. آنها بسیاری از مقاله‌های اصلی را با عنوان "Le Corbusier-Saugnier" به امضا می‌رساندند و ازانفان از دوستان نزدیک کوربوزیه بوده‌است. ازانفان از نگارش این کتاب را منکر شد و ادعا کرد که این مقاله براساس گفتگوهایی است که این دو درمورد نظریه‌هایی آگوست پره و آدولف لوس داشته‌اند. هرچه این کتاب بیشتر شناخته می‌شد، دعوای آنها داغ تر شد. ازانفان شروع به ادعای نه تنها اعتبار بیشتر برای تألیف کرد همچنین مدعی شد که لو کوربوزیه با تقدیم کردن نسخه اصلی به ازانفان، او را به طرز زیرکانه‌ای جدا کرده‌است.
ترجمه انگلیسی کتاب نیز با توجه به تغییر سبک و تحولات بسیار خاص در متن، باعث ایجاد اختلاف نظر شده‌است. این تغییرات باعث انتقاد و اصلاح آن شده‌است، حتی بعضی از آنها شروع به تعریف زبان معماری کردند. ترجمه جدیدی در سال ۲۰۰۷ منتشر شد که مدعی است که به زبان لوکوربوزیه و قصد او نزدیک تر است.